# Charles François Perdrisat
Charles François Perdrisat (Genebra, 1 de julho de 1932) é um físico nuclear suíço.
Recebeu o Prêmio Tom W. Bonner de Física Nuclear de 2017.
Em 2002 foi eleito fellow da American Physical Society.

## Obras
- com John Arrington, Kees de Jager: Nucleon Form Factors – A Jefferson Lab Perspective. J. Phys. Conf. Ser., Volume 299, 2011, p. 012002, Arxiv
- com Vina Punjabi: Nucleon form factors. Scholarpedia, 2010, online